# Slottet i Amboise

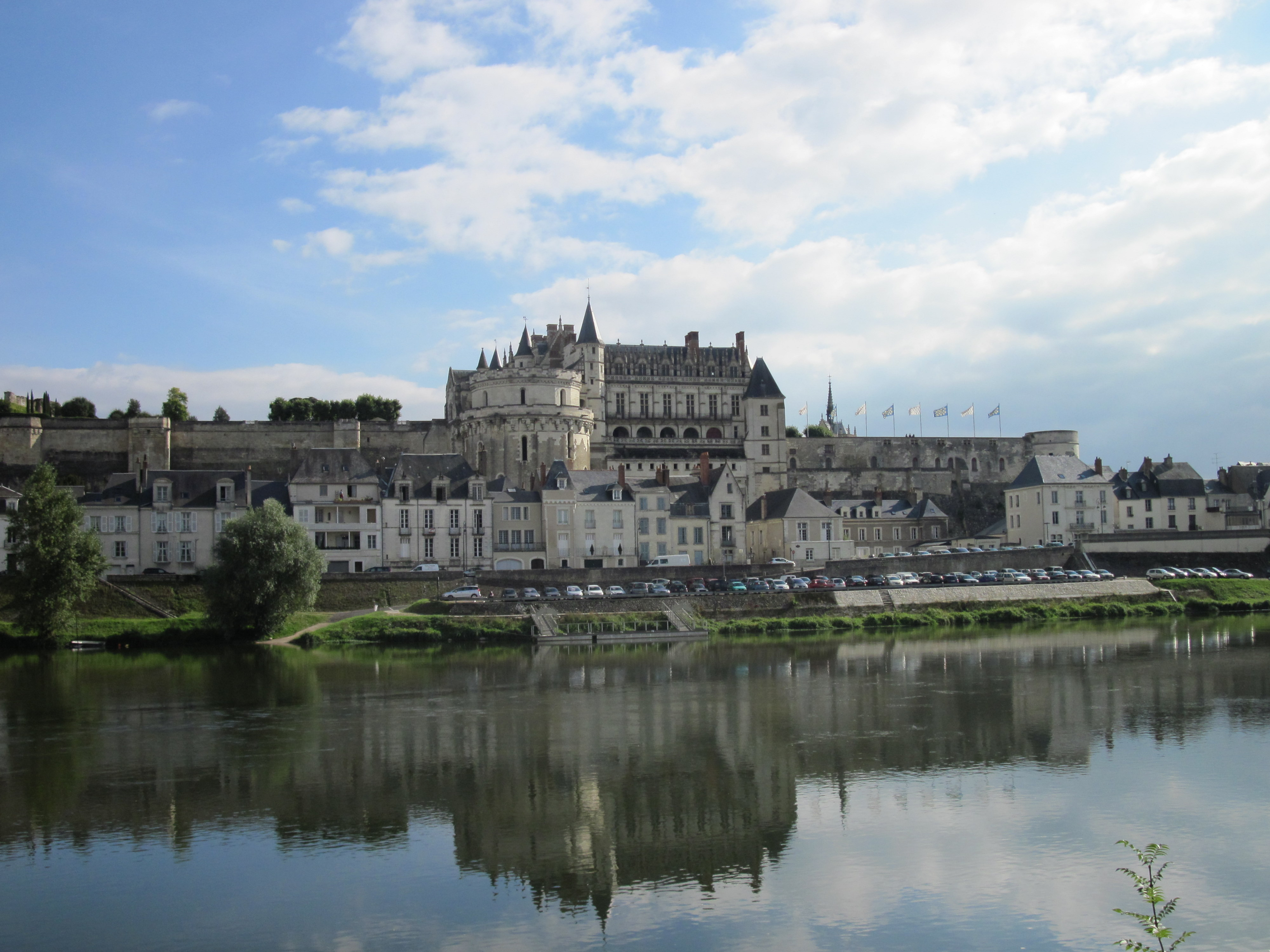
Slottet i Amboise

Slottet i Amboise (franska Château d'Amboise) ligger i det franska departementet Indre-et-Loire i Loiredalen.

## Historik
Slottet uppfördes på 1000-talet på ett näs i floden Loire som hade varit en fästning sedan den gallo-romerska tiden för att kontrollera en strategisk vattenpassage som byttes mot en bro under medeltiden. 
Fulk III av Anjou, började återuppbyggandet av fästningen i sten på 1000-talet. Slottet växte och utvecklades över tiden men 4 september 1434 beslagtogs det av Karl VII, efter att dess ägare, Louis d'Amboise, dömdes för uppvigling med påföljden avrättning 1431. Han blev dock friad från straffet på kungens uppmaning, men slottet förblev i kungens ägo. Slottet blev en favorit bland franska kungar. Karl VII beslutade att göra omfattande ombyggnationer och började 1492 med den sengotiska flamboyanta stilen och efter 1495 anlitade han två italienska stenhuggare, Domenico da Cortona och Fra Giocondo, som försåg slottet med några av de första dekorativa renässansmotiven i fransk arkitektur. Namnet på tre franska byggmästare finns dokumenterade;  Colin Biart, Guillaume Senault och Louis Armangeart.

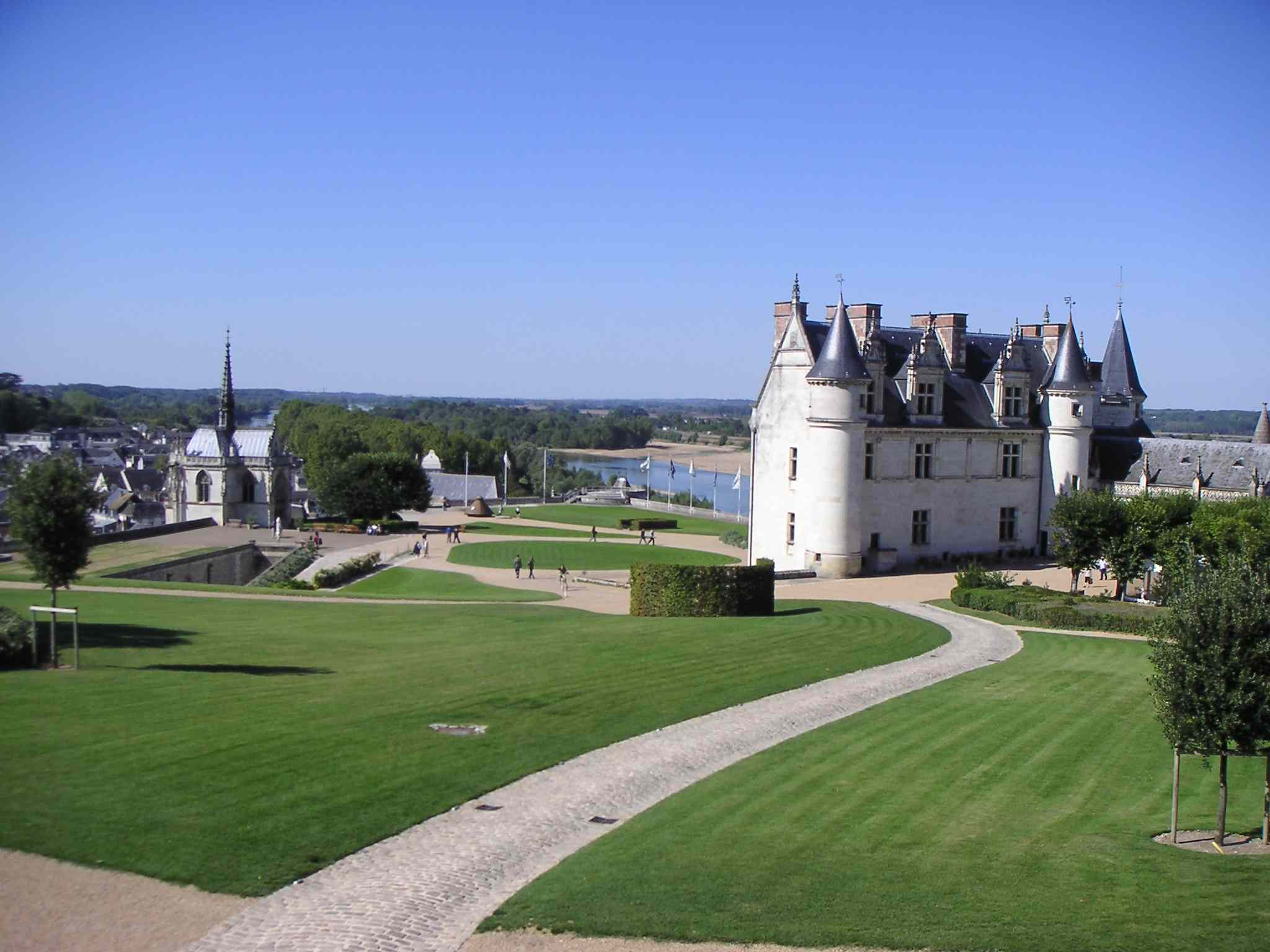
Parkerna vid slottet

Slottet i Amboise var platsen där en trädgård designades med drag av den italienska stilen för första gången i Frankrike. Karl VIII anlitade den italienske prästen Pasello da Mercogliano som skapade trädgården. Karl VIII breddade den övre terrassen för att få en större trädgård, och omgav den med spaljér och paviljonger, runt vilka Ludvig XII byggde ett galleri som kan ses i en gravering av Jacques Androuet du Cerceau från 1576. Parterrerna återskapades under 1900-talet som rektanglar av gräsmattor omgivna av grusgångar och likformiga trädplanteringar.  Karl VIII dog på slottet efter att ha sprungit med huvudet före in i karmen på en låg dörröppning.
Frans I växte upp på slottet som ägdes av hans mor, Louise av Savojen, och under de första åren av hans regeringstid nådde slottet sin höjdpunkt. Leonardo da Vinci kom som gäst till Frans I i december 1515 och bodde i den närliggande herrgården Clos Lucé som var sammanbunden med slottet via en underjordisk gång. Dokument visar att Leonardo ligger begravd i Saint-Florentinkyrkan som är en del av slottet. Vid tiden för Napoleon I var kyrkan så ruinlagd efter den franska revolutionen att en ingenjör som Napoleon anlitade, beslutade att kyrkan inte var värd att bevara. Den var demolerad och stenkonstruktionerna användes för att reparera slottet. Ungefär 60 år senare grävdes platsen för Saint-Florentinkyrkan fram igen. Ett komplett skelett hittades tillsammans med delar av en steninskription som innehöll brev med Leonardos namn. Det är denna samling av ben som nu finns i Saint-Hubertkapellet som ligger intill slottet.
Henrik II och hans fru, Katarina av Medici, lät sina barn växa upp i slottet tillsammans med Maria Stuart, som hade blivit lovad ett äktenskap med Frans II.
1560 avslöjades ett hugenottuppror mot Frans II av greven av Guise, som slogs tillbaka med en serie hängningar som tog en månad att genomföra. När de var genomförda hängdes 1200 protestanter i rep fästade i järnkrokar på stadsmurarna som annars användes till flaggor och gobelänger under festivaler.
På slottet signerades freden i Amboise 12 mars 1563 mellan Ludvig I av Bourbon som var inblandad i konspirationen som skulle avsätta kungen, och Katarina av Medici. Ediktet tillät protestanters tjänster endast i kapell utanför stadens murar. Förbehållet gillades inte av någon av parterna och det efterlevdes inte i någon större omfattning.

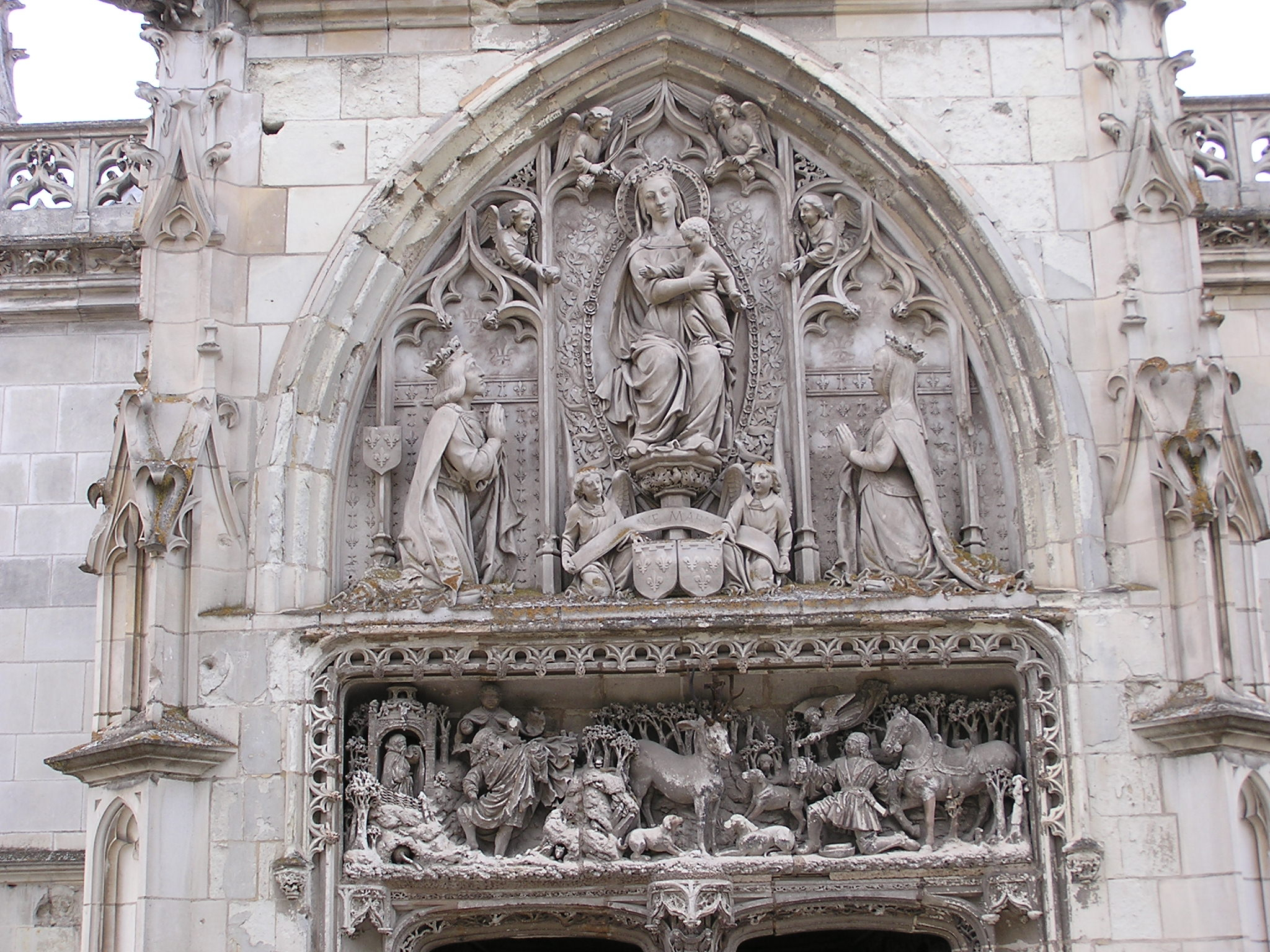
Sengotiska inristningar på Saint-Hubertkapellet

Slottet i Amboise återfick aldrig sin kungliga status. i början av 1600-talet övergavs slottet när det kom i händerna på Gaston d'Orleans, Ludvig XIII:s bror. Efter hans död återgick slottet i statlig ägo och förvandlades till ett fängelse under Fronden och under Ludvig XIV höll det den avsatte ministern Nicolas Fouquet och Antoine Nompar de Caumont fängslade. Ludvig XV skänkte slottet till sin minister Étienne François, hertig av Choiseul. Under den franska revolutionen demolerades slottet och en ingenjörsskatt som infördes tidigt under 1800-talet av Napoleon Bonaparte bidrog till att en stor del av slottet förstördes.
Ludvig Filip I började att restaurera slottet under sin regeringsperiod men i och med sin abdikation, konfiskerades slottet av regeringen 1848 och var under en tid ett hem för Abd el-Kader då han levde i exil. 1873 fick Ludvig Filip I:s arvingar kontroll över egendomen och ett stort försök till restaurering gjordes. Slottes förstördes dock ytterligare under den tyska invasionen 1940.
Idag är det greven av Paris, efterlevande till Ludvig Filip I, som underhåller slottet via Saint-Louisstiftelsen.